# D&M (スポーツ用品メーカー)
株式会社D&M（ディーアンドエム）は日本の企業。旧社名は株式会社デイエム商会。
スポーツ用サポーター（日本国内で初めてサポーター事業に着手したともいわれる）などが主力商品。

## 歴史
1902年、渡米中の初代社長・鈴木宇兵衛が、ニューハンプシャー州のプリモスにあったドレイパー･ アンド・メイナード（D&Mカンパニー）と、日本総代理店として契約。東京・三田にデイエム商会を創立し、総合スポーツ用品と婦人服飾用品の販売を開始したのがルーツ。
2014年、スポルディング・ジャパンと、スポーツインナーおよびフィットネス用品のライセンス契約を締結した（契約期間は3年間）。
2017年12月28日付で、ライザップの100%子会社となった。その後同グループのREXT Holdingsの子会社となっている。

## D&Mカンパニー
前述のD&Mカンパニー（The former Draper and Maynard Sporting Goods Factory）は、新しいタイプの野球グローブなどを開発し、後にベーブルースとCMキャラクター契約を結ぶなど（ルースはD&MにThe“Lucky Dog”Kind「いい（運）つきをくれる品」という標語を与え、当時D&Mのマスコット・メイナードの鳥猟犬ニックのイラストと共に登録商標にもなった）、メジャーリーグとも関わりを持っていくメーカーだった。